# NGC 6406
NGC 6406 је двојна звезда у сазвежђу Херкул која се налази на NGC листи објеката дубоког неба.
Деклинација објекта је + 18° 49' 58" а ректасцензија 17h 38m 19,2s. Привидна величина (магнитуда) објекта NGC 6406 износи 4,2.